# Alt (stemme)
 For alternative betydninger, se Alt. (Se også artikler, som begynder med Alt)
Alt (afledt af latinsk altus som betyder høj) er den dybeste pige-, kvinde- eller drengestemme, og i nogle sammenhænge bruges betegnelsen kontraalt om en særligt dyb kvindestemme. 
| Musik | Spire Denne musikartikel er en spire som bør udbygges. Du er velkommen til at hjælpe Wikipedia ved at udvide den. |